# Motor de popa

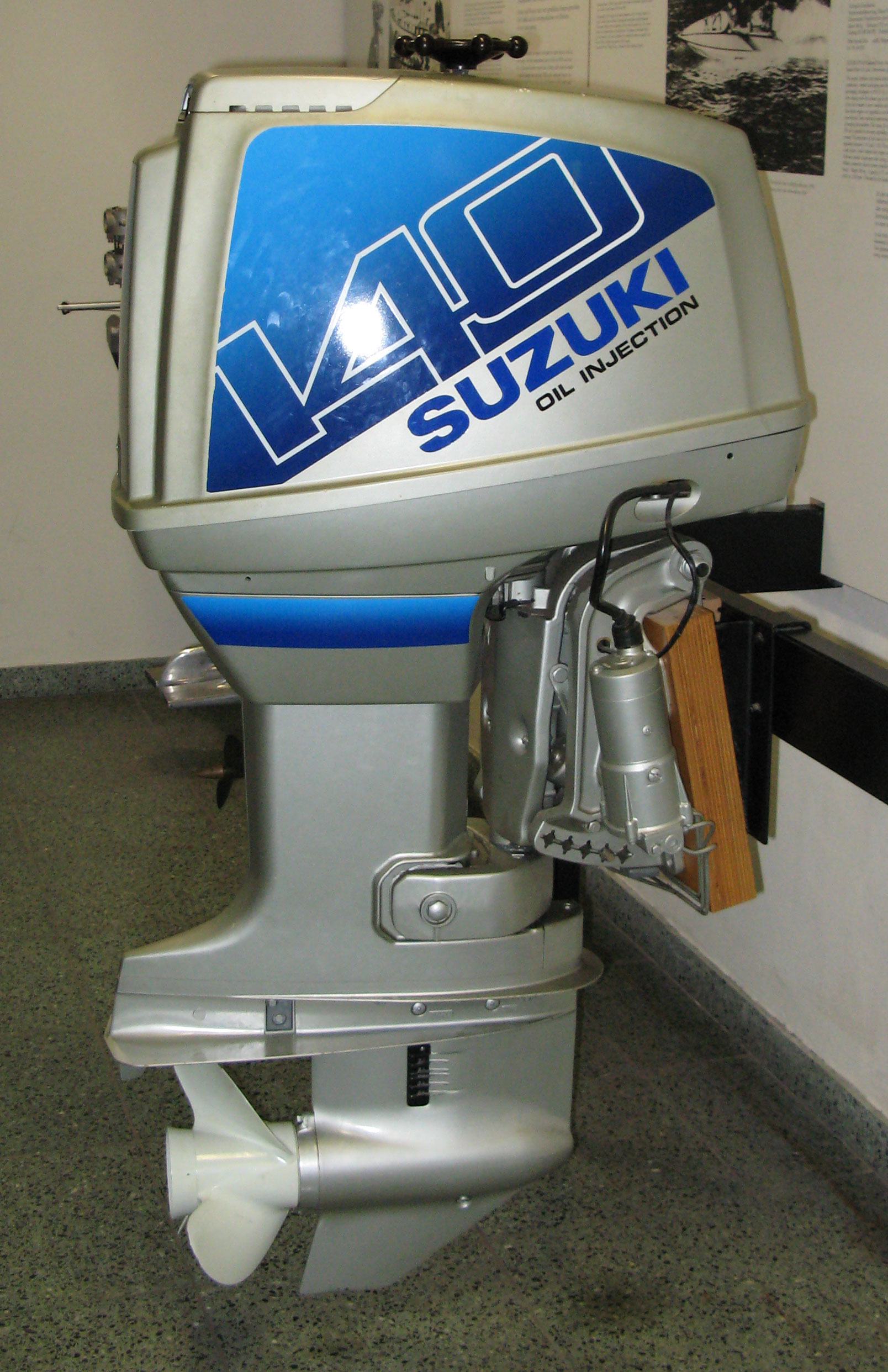
Motor de popa Suzuki

Motor de popa ou motor fora de borda é um motor com uma ou mais hélices, destinada a possibilitar o deslocamento de canoa ou bote, ou também em alguns navios, em determinado meio aquático, seja em lago, rio, mar, oceano.
Caracterizando-se o motor de popa, por tratar-se de um motor que tem independência do casco construído dessa nave, sendo acoplado ou fixado independentemente, ou seja, depois de sua construção naval.
Alguns veleiros tiveram acoplado(s) motor(es) de popa, após sua fabricação, não interferindo na sua linha ou estilo.
Basicamente, o motor de popa se mostra, tratando-se de um tanque de combustível, construído na popa acompanhado de motor e das hélices, postos esse conjuntos como um todo na popa da nave, que tem ação de independência da armadoria (dos veleiros), como exemplo, que tomam lugar em todo o convés principal da nave, para ser usado no caso da falta de vento.
Também usado o motor de popa, na popa de um barco originalmente construído para ser à remos.
Existem diversos tipos de motor de popa, de pequeno e portáteis aos grandes, desenvolvidos em estaleiros.